# Penfield-Syndrom
Das Penfield-Syndrom, englisch Penfield‘s Epilepsy, ist eine nicht mehr gebräuchliche Bezeichnung für einen Hirntumor, der auf den Hypothalamus drückt und Krampfanfälle und Symptome des vegetativen Nervensystems wie Gesichtsschwellungen, Hypersalivation, Schwitzen, Tränenfluss, Exophthalmus, Tachykardie, vermehrte Atemfrequenz, Unruhe und Logorrhoe auslösen kann.
Das Syndrom soll hauptsächlich bei Kindern männlichen Geschlechtes vorkommen.
Die Bezeichnung bezieht sich auf den Autor der Erstbeschreibung aus dem Jahre 1929 durch den kanadischen Neurochirurgen Wilder Penfield.